# Vinton (Luizjana)
Vinton – miasto w Stanach Zjednoczonych, w stanie Luizjana, w parafii Calcasieu.